# 纹胸啄木鸟
纹胸啄木鸟（学名：Dendrocopos atratus）为啄木鸟科啄木鸟属的鸟类。在中国大陆，分布于云南等地。该物种的模式产地在缅甸。